# Noisy-Diobsud Wilderness
Die Noisy-Diobsud Wilderness ist ein relativ kleines Wildnisgebiet im Nordwesten des US-Bundesstaates Washington in Nachbarschaft zum North Cascades National Park. 1984 unter Schutz gestellt, enthält das etwa 57 Quadratkilometer große Gebiet steile Täler, subalpine Seen und die Gipfel von Anderson Butte und Mount Watson. Es ist Teil des Mount Baker National Forest. Die nächstgelegene Stadt ist  Concrete.
Der einzige unterhaltene Wanderweg erschließt den Westen des Gebietes von der Anderson Lake Road oberhalb des Baker Lake aus.